# Super Mario Galaxy
Vous lisez un « article de qualité » labellisé en 2016.
Super Mario Galaxy (スーパーマリオギャラクシー, Sūpā Mario Gyarakushī) est un jeu vidéo de plates-formes développé par Nintendo EAD Tokyo sous la direction de Yoshiaki Koizumi. Le jeu est édité sur la console Wii par Nintendo en novembre 2007 puis sur Nintendo Switch en septembre 2020, dans la collection Super Mario 3D All-Stars, au Japon, en Amérique du Nord et en Europe. Dans la série principale des Super Mario, c'est le troisième jeu de plates-formes en trois dimensions après Super Mario 64 et Super Mario Sunshine. Il connaît un second épisode, Super Mario Galaxy 2, sorti en 2010.
L’histoire est centrée sur Mario et sa quête pour délivrer la princesse Peach, enlevée par le maléfique Bowser. Le jeu est composé de nombreux niveaux qui correspondent chacun à une galaxie constituée d'une ou plusieurs planètes de tailles et de formes très diverses. La gravitation est l'élément central du gameplay : à travers les niveaux, Mario se déplace de planète en planète et y accomplit différents objectifs dans des épreuves conçues pour exploiter les particularités de la Wiimote ou dans des phases de plates-formes plus classiques.
Le concept d'environnement sphérique est longuement expérimenté par les équipes de Nintendo, d'abord dans un premier projet nommé Super Mario 128, une démonstration technique montrée au Nintendo Space World de 2000 à l'occasion de la présentation de la GameCube. Le développement du jeu en lui-même ne débute en revanche qu'à la fin de l'année 2004, après la sortie de Donkey Kong Jungle Beat où Shigeru Miyamoto estime nécessaire de se pencher sur un nouveau grand jeu Mario. Yoshiaki Koizumi et son équipe, qui compte plus de cent membres, mettent alors en place de nouvelles idées avant même que soit connue la Wii et son nouveau contrôleur, puis font en sorte d'intégrer ses spécificités une fois révélée. De nombreux ajustements sont réalisés tout au long du développement pour faire en sorte de rendre le jeu accessible aux débutants comme aux joueurs invétérés, et pour optimiser la gestion de la caméra, paramètre qui s'avère particulièrement délicat à mettre en place. Suivi de très près par Miyamoto, le développement dure deux ans et demi.
Super Mario Galaxy connaît un très grand succès, tant critique que commercial. Pour de nombreux joueurs et journalistes spécialisés, il s'agit d'un des meilleurs jeux toutes consoles confondues. Au sommet de son art en termes de plates-formes 3D, Nintendo reçoit pour son jeu de nombreuses récompenses de la part de la presse spécialisée, et notamment un Interactive Achievement Award en 2008 et un BAFTA Games Award en 2009. En septembre 2020, le jeu s'est vendu à 12,80 millions d'exemplaires à travers le monde, ce qui en fait l'un des jeux vidéo les plus vendus de la septième génération de consoles.

## Trame et cadre

### Histoire
Tous les cent ans, une comète traverse le ciel du Royaume Champignon et y déverse des milliers de fragments d'étoile. Les Toads, gardiens du royaume, s'arment alors de courage et ramassent les fragments d'étoile puis les rassemblent près du château Champignon, où ils fusionnent pour donner naissance à une super étoile,,.
Pour souligner ce don du ciel, une fête est organisée. Dans sa grande bonté, la princesse Peach invite Mario et lui confie au passage qu'elle a quelque chose à lui donner. Fort de cette invitation, Mario se rend au château. Lorsqu'il arrive il est émerveillé par la fête qui bat son plein. Tout semble se passer pour le mieux,,.
Malheureusement pour les invités, les navires volants de Bowser arrivent et attaquent le village des Toads. Des boulets de feu détruisent la ville et des rayons de glace enferment les Toads dans des cristaux. Mario remarque le navire de Bowser qui se dirige vers le château. Le monstre kidnappe Peach ainsi que le château tout entier. Mario tente en vain de sauver Peach, mais Kamek, le bras droit de Bowser, l'en empêche. Mario est projeté dans l'espace et atterrit sur une planète inconnue. Il y rencontre un Luma, un petit personnage étoile, qui se change en lapin lunaire et se met à lui parler. Grâce à lui, Mario fait bientôt la rencontre de la mystérieuse princesse Harmonie, mère des étoiles. Elle lui ouvre les portes de la station orbitale, à partir de laquelle Mario aura accès aux différentes galaxies. Mario part alors à travers elles dans l'espoir de repeupler la station des Luma et de retrouver la trace de Peach et de Bowser.

### Galaxies

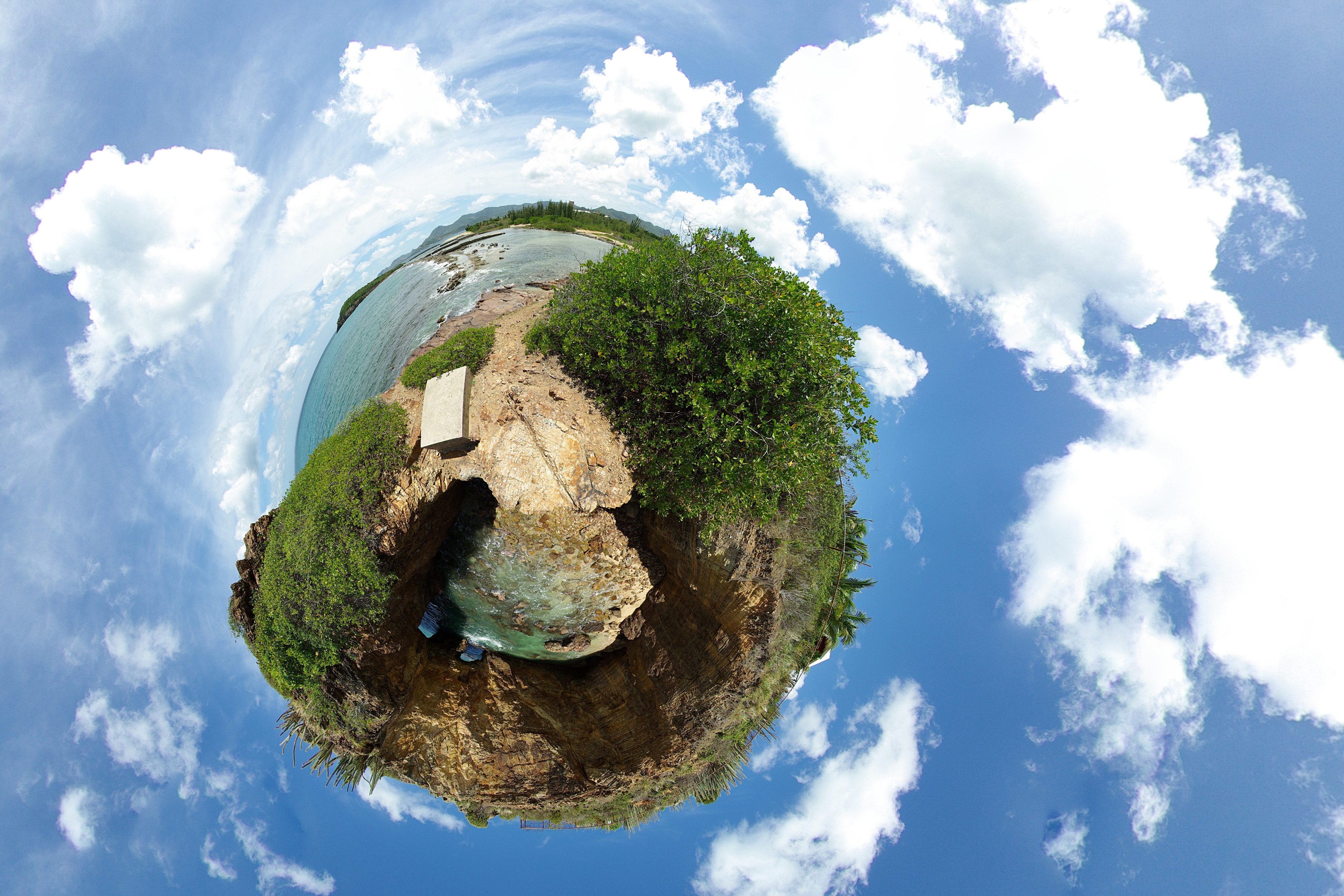
Les « plates-formes sphériques » constituent l'élément central du gameplay.

Le jeu est découpé en six dômes accessibles depuis un environnement de base flottant dans l'espace appelé « observatoire de la comète ». Ils donnent accès en tout à quinze grandes galaxies, l'équivalent de « mondes » ou de niveaux. Chacune a un thème défini, qui peut être par exemple une monde de lave, une maison hantée ou des plaines enneigées. Six ou sept défis sont à relever dans chacune d'entre elles. Ce peut être une véritable galaxie qui contient plusieurs planètes mais également une seule grosse planète ou de minuscules planètes qui n'ont rien d'une galaxie. Il y a également une vingtaine de petites planètes bonus réparties dans les dômes qui ne proposent qu'un unique défi. Mario obtient une super étoile pour chaque défi gagné, qui combinée aux autres, permet de débloquer de nouvelles galaxies. La dernière galaxie de chaque dôme contient un boss qui peut être Bowser lui-même, Bowser Jr. ou un sbire de ces derniers. Une fois vaincu, le boss libère une grande étoile qui, rapportée à l'observatoire, permet d'accéder à un nouveau dôme. Le but est de récupérer l'intégralité des étoiles, soit 120 étoiles avec Mario et autant avec Luigi, pour débloquer la galaxie finale et ainsi clore le jeu. Il est cependant possible de terminer le jeu et de rencontrer le boss de fin dès l'acquisition de 60 étoiles.
Les galaxies et les planètes ont des identités visuelles très variées : certaines sont très grosses, d'autres très petites, sphériques ou fait de formes étranges ou géométriques. D'autres font références à diverses licences de Nintendo : par exemple, une planète est en forme de Mario en 2D (en version Super Mario Bros.) et une autre en Luigi. Une planète est un œuf de Yoshi, et on trouve aussi une planète en forme de tête de Yoshi. Une planète prend également la forme d'une Poké ball en référence à la série Pokémon. Pour Jennifer deWinter, ce concept de planètes offre au joueur une impression de « mondes » plutôt que de paysages et convertit visuellement la métaphore du « Monde 1-1 » utilisée dans la série au gameplay en lui-même.

## Système de jeu

### Généralités

Interface type de Super Mario Galaxy. En haut à gauche, le nombre de missions réussies dans le jeu, puis, en tournant dans le sens horaire : l'énergie restante, le nombre de pièces et de fragments d'étoiles obtenus dans le niveau, le personnage dirigé par le joueur, et enfin le nombre de vies restantes.

Le gameplay est similaire à Super Mario 64, le premier opus en trois dimensions : Mario doit collecter les étoiles de puissance dans les mondes pour débloquer de nouveaux niveaux. Il est contrôlé par la Wiimote et le Nunchuk (Joy-Con pour la version Switch) Le joystick sert à le déplacer, tandis que secouer la Wiimote sert à faire un tourbillon. Enfin, le pointeur est utilisé pour des actions moins importantes telles que collecter ou lancer des fragments d'étoile sur les ennemis, ou encore s'accrocher à des étoiles crampons. La palette de mouvements de Mario est très importante : il peut sauter de façon classique, faire un saut en longueur, un triple saut, un saut périlleux arrière, un dérapage, un tourbillon (un élément de gameplay emprunté à Super Mario Bros. 3), ou encore rebondir sur les murs. Tous ces sauts peuvent être combinés pour atterrir plus loin ou sauter plus haut. Le jeu est conçu de façon qu'il n'y ait pas de contrôle manuel de la caméra,, mais le bouton C du Nunchuk a tout de même été prévu pour recentrer la caméra derrière le joueur. Chacune des vies est divisée en trois quartiers,,.
La gravité est l'élément central du gameplay. Mario est amené à parcourir des planètes très différentes les unes des autres dans leur conception, par exemple en forme de champignon à peine plus grande que lui, de soucoupe ou de sphère qui doit être parcourue depuis l'intérieur. Cela laisse parfois place à des situations étranges : ainsi, le joueur a parfois l'impression qu'il y a plusieurs centres de gravité sur une même planète, où il lui est possible de faire un tour complet de la planète en faisant un saut en longueur. Certains niveaux contiennent plusieurs planètes : Mario doit y accomplir un objectif sur chacune d'entre elles avant de passer à la suivante par le biais d'un canon en forme d'étoile qui le propulse dans l'espace (Super Anneau Étoile),,,.
Certaines épreuves sont conçues pour exploiter au maximum la Wiimote, notamment dans l'épreuve de la boule où l'on doit incliner la Wiimote pour simuler une masse en mouvement sur une boule sur laquelle Mario tient en équilibre. D'autres sont des phases de plates-formes classiques. De nombreux objets et éléments de gameplay tirés d'épisodes précédents sont présents, tels les champignons, les blocs « question » ou l'invincibilité.
Bien que Super Mario Galaxy soit un jeu qui se joue essentiellement en solo, il existe également un mode coopératif qui permet à un deuxième joueur de diriger un curseur et ainsi aider le joueur qui dirige Mario à ramasser et lancer des fragments d'étoile ou bloquer les ennemis. Ce deuxième joueur peut également faire sauter Mario. Ce mode coopératif est en fait un outil de soutien où le second joueur n'agit que très peu,,,,,,.

### Costumes
Mario peut revêtir les costumes, trouvés sur sa route, qui permettent d'acquérir des capacités spéciales. Ainsi, le costume d'abeille permet par exemple de voler un court instant et de s'accrocher aux parois et se poser sur les fleurs. S'il touche l'eau ou est attaqué à cette occasion, la capacité spéciale prend fin. Il peut également revêtir un costume d'arc-en-ciel qui lui permet de devenir invincible et très rapide ; un costume de fantôme, permettant de voler et de traverser les grilles et certains murs, capacité qu'il perd au contact d'une zone de lumière ; un costume de glace, qui permet de faire geler l'eau ou la lave et ainsi marcher dessus ; un costume de feu, qui offre la possibilité de lancer des boules de feu ; un costume de ressort, qui permet de sauter très haut (s'il heurte un mur, un saut mural se déclenche automatiquement et peut entraîner une chute). Au contact d'une étoile rouge, Mario peut également voler. Cette étoile remplace la casquette ailée de Super Mario 64, qui permettait également de voler un court instant. Les capacités spéciales des costumes de fantôme et de ressort prennent fin si Mario est attaqué, et quoi qu'il en soit, toutes les capacités prennent fin au bout d'un court moment,.
Le réalisateur Yoshiaki Koizumi affirme quant à l'influence qu'aurait eu Super Mario Bros. 3 (dans lequel Mario peut également se vêtir de différentes combinaisons) sur Super Mario Galaxy qu'il n'était pas suffisamment familier avec ce jeu et qu'il n'a pris conscience des similitudes que par la suite. Leur présence est plutôt dû aux diverses influences des membres de l'équipe attachés à la série. L'objectif est d'abord d'apporter des spécificités particulières au maniement du personnage, puis chacune des tenues est imaginée pour répondre à ces envies spécifiques.

### Épreuves
Dans la première partie du jeu, plusieurs niveaux consistent à attraper un lapin,, comme un hommage à Super Mario 64 dans lequel figurait un défi similaire. Ces épreuves forment à la fois un clin d'œil à l'opus sur Nintendo 64 et une façon de donner au joueur l'occasion d'appréhender les nouveaux mouvements du personnage et ceux de la caméra.
Arrivé sur une planète, Mario doit réussir six ou sept épreuves qui se débloquent au fur et à mesure du jeu. Cela peut consister en une course ou en une mission précise mais les défis sont la plupart du temps des phases de plates-formes qui ont pour seul but d'aboutir à l'acquisition d'une « super étoile ». Certaines de ces étoiles peuvent également être obtenues avec l'aide de Luigi, qui envoie de temps en temps une lettre au joueur avec sa photo : le but est alors de retrouver le niveau, puis de retrouver Luigi pour se voir offrir l'étoile. Aléatoirement, des comètes font leur apparition sur les grandes galaxies. Elles sont en fait des épreuves supplémentaires à la difficulté relevée qui posent de nouvelles conditions à certains défis. Il s'agit alors, suivant la couleur de la comète, de récupérer 100 pièces violettes reparties dans les niveaux, de faire une course contre le sosie de Mario, de finir un niveau avant la fin d'un chronomètre, de réussir une phase de plates-formes accélérée ou de compléter un niveau avec un seul point d'énergie. Il arrive aussi que le joueur se trouve dans des situations particulières : il doit déplacer le héros, pris dans une bulle géante, à l'aide d'un curseur affiché à l'écran qu'il dirige au moyen de la télécommande Wii, rechercher un « anneau étoile » qui lui permet de progresser dans le niveau en le projetant sur une planète voisine,, ou encore se déplacer sur une boule transparente à la manière de Super Monkey Ball.

## Développement

### Équipe de développement

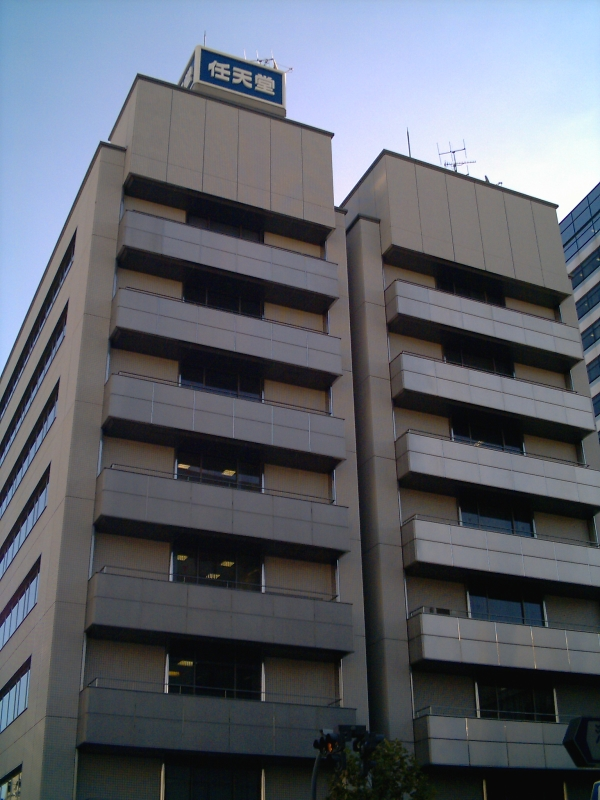
Les bureaux de Nintendo à Tokyo, où le jeu est développé.

Super Mario Galaxy est développé par Nintendo EAD Tokyo, un studio ouvert en 2003 encore peu expérimenté, ne s'étant chargé que de Donkey Kong Jungle Beat. Son développement est dirigé par Yoshiaki Koizumi, qui s'est déjà chargé en partie de la réalisation de Super Mario 64 et Super Mario Sunshine, les deux épisodes précédents de la série principale de Mario. Le développement débute à la fin de l'année 2004 après la sortie de Jungle Beat, quand Shigeru Miyamoto estime qu'un nouveau grand jeu Mario doit être mis sur les rails, alors que le producteur Shimizu suggère lui la création d'une nouvelle licence. L'équipe au complet compte plus de cent membres : des graphistes, des level designer et des programmeurs mais également des musiciens, des dessinateurs ou encore des testeurs pour déceler les bugs que pourrait contenir le produit final. Shigeru Miyamoto est à l'origine du concept initial de cet épisode, supervise le développement et travaille au game design. Kōichi Hayashida (qui double également la voix d'un des boss) dirige le level design, une partie très importante dans le projet, avec Kazumi Yamaguchi et Kenta Motokura qui s'occupe respectivement de la conception des planètes et des personnages. Takeshi Hayakawa dirige l'équipe des programmeurs. Shigeru Miyamoto et Takao Shimizu prennent en charge la production du jeu.

### Esquisse et tâtonnements

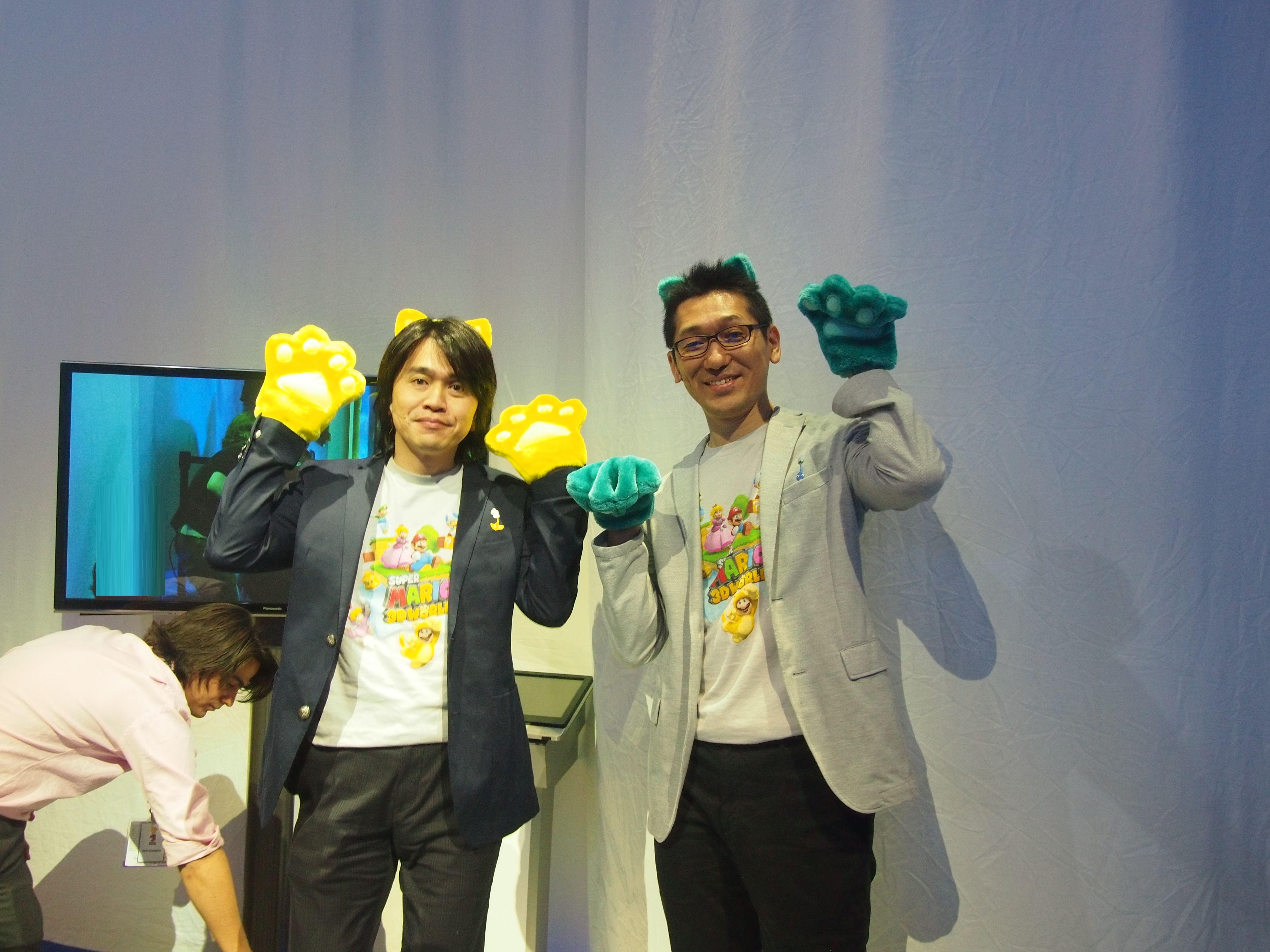
Yoshiaki Koizumi et Kōichi Hayashida, ici à l'E3 2013 à l'occasion de la présentation de Super Mario 3D World ; sont respectivement réalisateur et directeur du level design.

Yoshiaki Koizumi, le réalisateur et directeur du game design, explique dans une interview à IGN que le concept de planètes est apparu avant même le développement de Super Mario Sunshine avec diverses expérimentations sur des surfaces sphériques. Un projet explorant l'idée de personnages qui se déplacent sur une surface sphérique est effectivement présenté en août 2000 au Nintendo Space World sous le nom de Super Mario 128, dans une vidéo de démonstration technique de la GameCube, encore au stade de développement,,,. La vidéo montre une multitude de Mario sur une surface bombée déplacer des caisses, et envahir progressivement l'écran. Au bout de quelques minutes, la surface se déforme, les Mario jettent les caisses dans le vide, puis se jettent entre elles. Koizumi est déjà à l'époque à l'origine du projet, mais bien qu'il y réfléchisse sérieusement, il ne croit pas vraiment en sa concrétisation. Le projet montre en effet des personnages sur une simple surface bombée en forme de soucoupe volante, et évoluer vers une surface sphérique nécessiterait un travail technique très important et une équipe prête à surmonter ce grand défi technique.
Koizumi n'est pas certain que cela en vaille la peine et suggère un projet plus modeste, mais Miyamoto insiste pour que le projet voie le jour et soit pris en charge par le jeune studio. Malgré l'enthousiasme de Miyamoto, personne dans l'équipe ne sait concrètement comment s'y prendre. Un prototype de forme sphérique est alors créé, et c'est alors qu'il est considéré comme une planète et qu'on lui ajoute le concept de gravité.
À cette époque, l'équipe de développement n'est pas encore certaine de la plate-forme qui accueillera le jeu. Elle laisse entrevoir la possibilité d'une sortie sur GameCube ou même sur Nintendo DS. Un an plus tard est présenté Super Mario Sunshine au Nintendo Space World 2001. Il sort en juillet 2002 au Japon, un mois plus tard en Amérique du Nord et en octobre en Europe. Après l'E3, Miyamoto accorde une interview à Computer and Video Games où il confirme que Super Mario 128 et Super Mario Sunshine sont deux jeux différents, et en 2006, il confirme que le projet n'existe plus mais que certaines idées ont été intégrées dans Super Mario Galaxy. Le projet est donc porté sur Wii, et le président Satoru Iwata veut voir le jeu sortir avec la console, mais Koizumi est incertain quant à sa finalisation.
Shigeru Miyamoto explique avoir eu l'idée d'un environnement sphérique en regardant tourner un hamster dans sa roue. Mais selon Koizumi, l'idée originale n'était pas de réaliser un jeu qui se déroule dans l'espace ; le concept d'environnement sphérique a d'abord été imaginé, puis l'environnement spatial est venu tout naturellement. Selon lui, dans ce type de jeu, le cadre n'est en effet que secondaire, les choix de gameplay imposant d'eux-même le cadre approprié.

### Naissance et évolution du projet

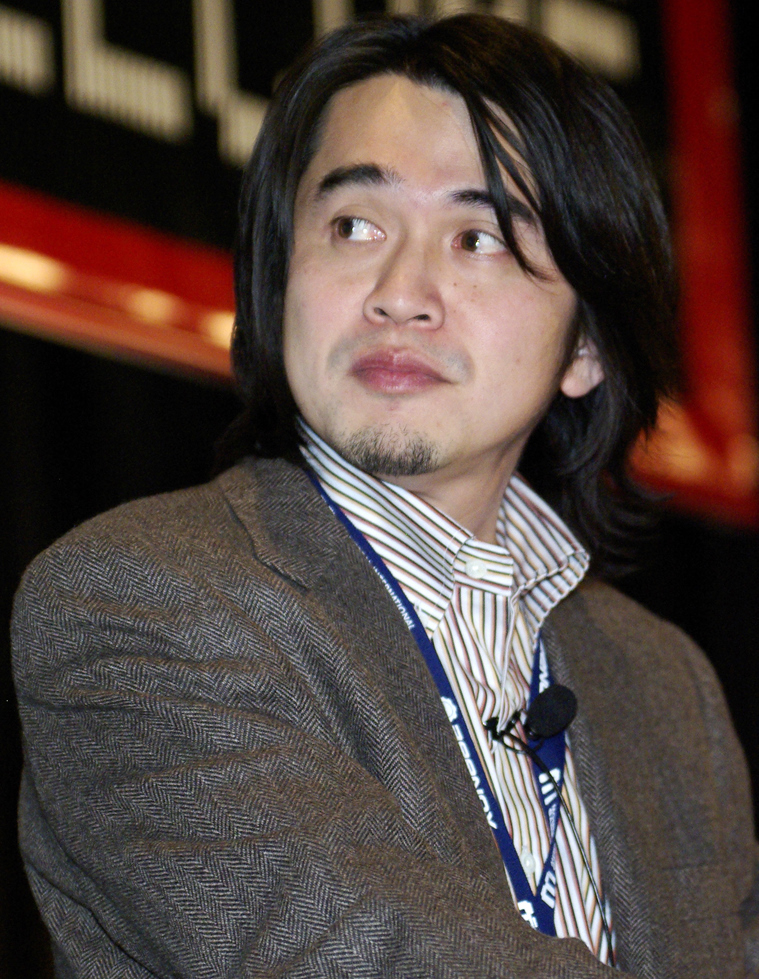
Yoshiaki Koizumi, le réalisateur.

Petit à petit, le concept évolue et après avoir été confrontée à de nombreux problèmes de développement de la caméra à cause du concept de gravité, l'équipe trouve un compromis qui permet de ne pas imposer au joueur de gérer la caméra manuellement,. Les angles de la caméra sont très travaillés ; Miyamoto demande à plusieurs reprises que les angles de caméra soient plus « extravagants », mais le producteur Takao Shimizu, qui teste régulièrement le jeu au cours du développement, est particulièrement sujet à des nausées à cause de ses mouvements de caméra et permet ainsi à l'équipe d'avoir une idée précise du problème,. L'objectif est de ne pas reproduire ce que Koizumi juge être une erreur dans le développement du précédent opus, Super Mario Sunshine, où le joueur était laissé libre de choisir son angle de vue pour éviter d'imposer une caméra automatique qui ne provoque des nausées.
Dès le début du développement, l'équipe s'est appliquée à faire en sorte que le jeu soit jouable par quiconque, les joueurs invétérés comme les occasionnels. De nombreux ajustements de gameplay sont faits dans cette optique. L'idée de l'attaque tourbillonnante de Mario par exemple survient au cours des premiers stades de développement, quand l'équipe s'aperçoit que sauter sur les ennemis sur une carte sphérique est difficile pour des joueurs débutants. Initialement, le tourbillon s'active par la rotation du stick du Nunchuk, mais après que la détection de mouvement de la manette de la Wii est projetée, le façon d'activer le tourbillon est changée et requiert alors de secouer le contrôleur. De plus, Shimizu explique qu'il est à l'origine possible d'utiliser le tourbillon en continu, tant que le joueur continue de secouer la manette, mais que cela a été modifié sur demande de Miyamoto qui pense qu'il est plus amusant de devoir utiliser cette spécificité de la manette seulement au bon moment.
De nombreuses idées sont d'ailleurs développés avant la connaissance de la Wii et en particulier de son nouveau contrôleur, de sorte que le jeu n'est pas pensé à l'origine par rapport aux spécificités de la manette, celles-ci ayant été étudiées plus tard pour être intégrées au sein du gameplay. Chez Nintendo, l'idée que les contrôles sur GameCube sont trop complexes est assez consensuelle ; Koizumi voit alors avec l'arrivée de la Wiimote l'occasion d'attirer de nouveaux joueurs moins à l'aise avec de nombreux boutons. Les fichiers du jeu révèlent également des animations de Mario non utilisées issues de Super Mario 64 qui montre le personnage donnant un coup de poing ou pratiquant un tacle. Koizumi suggère également que Mario ait seulement trois quartiers de vie, contre huit dans les précédents Mario, mais qu'il y ait en contrepartie plus de vies à récupérer dans les niveaux et plus de points de sauvegarde automatiques,. Cela permet de changer grandement le gameplay en rendant le joueur plus vulnérable et les vies plus précieuses. Ce système permet également de faire jouer les joueurs occasionnels et les joueurs habitués au même jeu, sans que ce soit trop difficile pour les uns ou trop facile pour les autres. De plus, la possibilité de collecter les fragments d'étoiles permet d'augmenter la rejouabilité en incitant le joueur à revenir dans un niveau donné pour y augmenter le nombre de fragments récupérés.

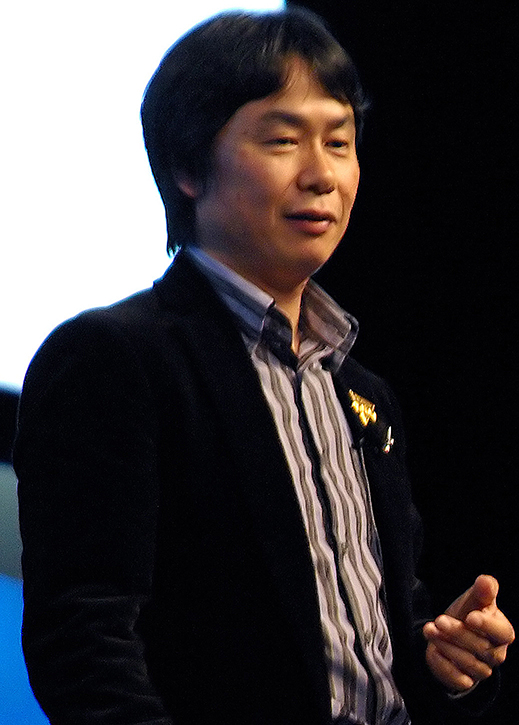
Le créateur de la série Shigeru Miyamoto s'investit activement.

Miyamoto est très proche de l'équipe de développement tout au long du projet. Chaque nouvelle idée reçoit validation ou suggestion d'amélioration de la part du créateur de la série. Il est même fait en sorte que le jeu développé à Tokyo soit accessible à Kyoto en temps réel. À la fin du développement, des appels téléphoniques et des courriels sont échangés quotidiennement, courriels dans lesquels de nombreuses personnes sont impliqués et peuvent donner leur point de vue. Yoshiaki Koizumi explique avoir en commun avec Miyamoto le fait d'être très exigeant, ce qui rend les discussions et le travail de réflexion très agréables. Comme Miyamoto est parfois peu clair dans l'expression de son sentiment vis-à-vis du jeu, Koizumi doit en quelque sorte servir d'interprète pour l'équipe de développement. Ce dernier croit que cette façon vague qu'à Miyamoto d'exprimer ses souhaits est possiblement volontaire : elle permet de pousser chacun à réfléchir et à être plus créatif,.
Le jeu est prévu pour sortir en même temps que la Wii, puis Miyamoto promet de le sortir dans les six mois suivant sa sortie. Mais le développement prend du retard. En effet, les développeurs tiennent à peaufiner le jeu jusqu'à l'excellence, au point qu'ils projettent de fermer le studio de Tokyo si le jeu est mal accueilli par la critique. De très nombreux testeurs travaillent sur Super Mario Galaxy afin d'avoir le plus possible de retours d'expérience.
En fin de développement, alors que l'équipe traverse l'une des périodes les plus compliquées, le président Satoru Iwata se déplace en personne dans les studio de Nintendo EAD à Tokyo. Miyamoto se rend également régulièrement sur les lieux et teste le jeu de fond en comble. Le développement en lui-même dure deux ans et demi, mais des expérimentations autour du concept de planètes et sur la manière de gérer les caméras convenablement sont menées pendant plus de cinq ans.

### Réalisation de la bande sonore

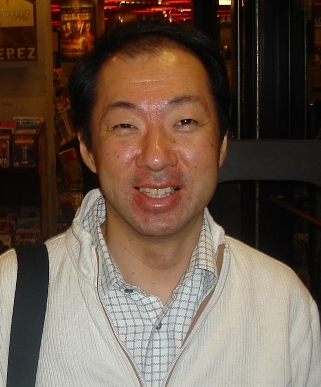
Bien que Mahito Yokota se charge de la composition, Kōji Kondō, à l'origine des musiques de la série, écrit plusieurs morceaux.

Mahito Yokota, chargé de la direction musicale, veut une musique latine. Les instruments de percussion propre à la musique latine comme des steel drums, des bongos et des congas avaient déjà été utilisés dans les précédents jeux Mario. Pour le thème principal de Super Mario Galaxy, Yokota utilise des instruments latins et un synthétiseur pour communiquer l'idée d'espace en recréant les sons des vieux films de science-fiction. La composition est d'abord approuvée par le réalisateur Yoshiaki Koizumi puis est ensuite présenté à Kōji Kondō, le compositeur original des musiques de la série, qui la juge lui trop enfantine : « Si tu penses d'une façon ou d'une autre que Mario est une personne « mignon », alors débarrasse-toi de cette idée. » Yokota, surpris et en colère, est sur le point de démissionner mais Kondō le prie de réessayer en lui expliquant que Mario était plutôt « cool ». Trois mois plus tard, Yokota présente trois morceaux à Shigeru Miyamoto : une pièce pour orchestre, un morceau mélangeant musique d'orchestre et musique pop, et un morceau de pop. Sans en connaître l'auteur, Miyamoto choisit le morceau pour orchestre, écrit par Kōji Kondō. La bande sonore et les thèmes classiques de Mario sont alors composés et arrangés pour un orchestre symphonique composé de cinquante musiciens. Kondō demande à l'orchestre de jouer des rythmes inhabituels pour coller parfaitement aux mouvements de Mario. Les effets sonores sont également inscrits sur la partition. Des morceaux tirés de Super Mario Bros. 3 sont intégrés sous l'influence de certains membres de l'équipe attachés à ces musiques.
La bande sonore officielle sort le 24 janvier 2008, en exclusivité sur le site du Club Nintendo japonais. Elle est publiée en deux versions : The Original Soundtrack, qui contient 28 pistes du jeu, et Platinum Edition, qui contient toutes les pistes du jeu sur deux disques, soit 81 au total. Les deux versions sortent en novembre 2008 sur le Club Nintendo européen.
| 1.  | Overture             | Overture                                                 | 1:23 |
| 2.  | くず祭               | Starbit Festival                                         | 1:29 |
| 3.  | 襲来！クッパ船団     | Attack! Koopa's Fleet (Attack! Bowser's Fleet)           | 1:19 |
| 4.  | カタストロフィー     | Catastrophe                                              | 0:54 |
| 5.  | うばわれたピーチ城   | Peach's Castle Is Stolen                                 | 0:32 |
| 6.  | Into the Galaxy      | Into the Galaxy                                          | 1:25 |
| 7.  | エッグプラネット     | Egg Planet (Good Egg Galaxy)                             | 2:41 |
| 8.  | 天文台のロゼッタ1    | Rosetta's Comet Observatory 1 (Rosalina's Observatory 1) | 2:27 |
| 9.  | ミツバチの王国       | Honeybee Kingdom (Honeyhive Galaxy)                      | 2:37 |
| 10. | スターダストロード   | Stardust Road                                            | 3:21 |
| 11. | バトルロック         | Battlerock                                               | 3:20 |
| 12. | グラスビーチ         | Grass Beach (Beach Bowl Galaxy)                          | 2:21 |
| 13. | 天文台のロゼッタ2    | Rosetta's Comet Observatory 2 (Rosalina's Observatory 2) | 2:24 |
| 14. | クッパJr.登場        | Koopa Jr. Appears (Bowser Jr. Appears)                   | 2:54 |
| 15. | テレサワルツ         | Teresa Waltz (Boo Waltz)                                 | 2:42 |
| 16. | フローターランド     | Floater Land (Buoy Base Galaxy)                          | 3:11 |
| 17. | ウィンドガーデン     | Wind Garden (Gusty Garden Galaxy)                        | 3:44 |
| 18. | 天文台のロゼッタ3    | Rosetta's Comet Observatory 3 (Rosalina's Observatory 3) | 2:44 |
| 19. | 宿敵クッパ大王       | Nemesis King Koopa (Nemesis King Bowser)                 | 3:14 |
| 20. | ヘルプロミネンス     | Hell Prominence (Melty Molten Galaxy)                    | 4:08 |
| 21. | ギャラクシープラント | Galaxy Plant (Bowser's Galaxy Reactor)                   | 2:27 |
| 22. | 大王星の決戦         | Battle for the Grand Star                                | 2:25 |
| 23. | 夜明け～新しい朝～   | Dawn ~A New Morning~                                     | 0:56 |
| 24. | 誕生                 | Birth                                                    | 1:56 |
| 25. | Super Mario Galaxy   | Super Mario Galaxy                                       | 4:03 |
| 26. | パープルコメット     | Purple Comet                                             | 3:02 |
| 27. | 青空アスレチック     | Blue Sky Athletics (Bonus Track)                         | 1:10 |
| 28. | スーパーマリオ2007   | Super Mario 2007 (Bonus Track)                           | 2:19 |

| 1.  | ファイルセレクト         | File Select                                                                      | 0:53 |
| 2.  | チコ                     | Chico (Luma)                                                                     | 0:56 |
| 3.  | へブンズドア             | To the Gateway                                                                   | 2:02 |
| 4.  | とらわれしグランドスター | Capture the Grand Star                                                           | 0:35 |
| 5.  | ほうき星の天文台へ1      | From the Observatory to the Comet 1                                              | 0:45 |
| 6.  | 天文ドーム               | Astronomy Dome                                                                   | 1:58 |
| 7.  | コースセレクト           | Course Select                                                                    | 0:41 |
| 8.  | ディノパックン           | Dino Packun (Dino Piranha)                                                       | 1:13 |
| 9.  | スターゲットチャンス     | Get Star Chance                                                                  | 0:55 |
| 10. | 緊迫                     | Tension                                                                          | 0:41 |
| 11. | クワカブト一家の逆襲     | The Mole Tribe Counterattacks                                                    | 1:58 |
| 12. | オタキング               | Ota King (King Kaliente)                                                         | 1:11 |
| 13. | キノピオ探検隊           | Kinopio Expedition (Toad Expedition)                                             | 0:41 |
| 14. | シッププラント           | Ship Plant                                                                       | 2:21 |
| 15. | オーシャンレース         | Ocean Race                                                                       | 1:22 |
| 16. | 宇宙幻想                 | Cosmos Illusion                                                                  | 2:00 |
| 16. | メガレッグ               | Megaleg                                                                          | 1:31 |
| 18. | ほうき星の天文台へ2      | From the Observatory to the Comet 2                                              | 0:30 |
| 19. | 宇宙アスレチック         | Athletic Cosmos                                                                  | 1:16 |
| 20. | レッドコメット           | Red Comet                                                                        | 1:52 |
| 21. | グラスビーチ～海中～     | Grass Beach ~Undersea~ (Beach Bowl Galaxy ~Undersea~)                            | 1:31 |
| 22. | 間奏曲                   | Intermezzo                                                                       | 0:38 |
| 23. | クッパ砦出現             | Koopa's Fortress Appears (Bowser's Fortress Appears)                             | 0:52 |
| 24. | クッパ砦の死闘           | Fight to the Death at Koopa's Fortress (Fight to the Death at Bowser's Fortress) | 2:11 |
| 25. | 大階段                   | The Big Staircase                                                                | 0:36 |
| 26. | クッパ大王登場           | King Koopa's Entrance (King Bowser's Entrance)                                   | 0:32 |
| 27. | タマコロ1                | Ball Rolling 1                                                                   | 1:04 |
| 28. | 書斎                     | Study                                                                            | 0:58 |
| 29. | フローターランド～海中～ | Floater Land ~Undersea~ (Buoy Base Galaxy ~Undersea~)                            |      |
| 30. | レインボーマリオ         | Rainbow Mario                                                                    | 0:31 |
| 31. | うさぎを追いかけろ！     | Chase the Rabbits!                                                               | 1:07 |
| 32. | HELP！                   | HELP!                                                                            | 0:28 |
| 33. | モグキング               | Mog King                                                                         | 0:55 |
| 34. | 土管内部                 | Inside the Drainpipe                                                             | 0:44 |
| 35. | シャドウコメット         | Shadow Comet (Cosmic Comet)                                                      | 0:58 |
| 36. | ティアドロップ           | Teardrop                                                                         | 1:19 |
| 37. | キングボーネ             | King Bone (Kingfin)                                                              | 1:48 |
| 38. | テレサレース             | Teresa Race (Boo Race)                                                           | 1:28 |
| 39. | アイスマウンテン         | Ice Mountain                                                                     | 1:31 |
| 40. | アイスマリオ             | Ice Mario                                                                        | 0:30 |
| 41. | 溶岩道                   | Lava Road                                                                        | 1:31 |
| 42. | ファイアマリオ           | Fire Mario                                                                       | 0:29 |
| 43. | サンドアイランド         | Sand Island (Dusty Dune Galaxy)                                                  | 3:04 |
| 44. | 鋼鉄魔王メカクッパ       | The Evil Steel Mecha Koopa (The Evil Heavy Metal Mecha-Bowser)                   | 1:23 |
| 45. | あわわわわ               | AH-WA-WA-WA-WA                                                                   | 0:37 |
| 46. | ダンジョンケイブ         | Dungeon Cave                                                                     | 1:43 |
| 47. | ボスカメック             | Boss Kamek (Boss Kamella)                                                        | 1:25 |
| 48. | タマコロ2                | Ball Rolling 2                                                                   | 0:42 |
| 49. | 悲しみの少女             | The Girl's Sadness                                                               | 0:48 |
| 50. | フライングマリオ         | Flying Mario                                                                     | 1:11 |
| 51. | 星の赤ちゃん             | Star Babies                                                                      | 0:51 |
| 52. | ねがいごと               | The Wish                                                                         | 0:42 |
| 53. | かぞく                   | Family                                                                           | 1:23 |

## Accueil

### Présentation et promotion
Le jeu est finalement présenté dans sa version aboutie sous le nom de Super Mario Galaxy le 9 mai lors de l'E3 2006 à Los Angeles, où Nintendo présente également sa Wii. Miyamoto annonce que le jeu doit sortir dans les six mois suivant la sortie de la console (il sort finalement onze mois plus tard). La presse est particulièrement étonnée de la qualité visuelle du titre, ce à quoi la série n'est pas spécialement habituée. Le travail graphique sur les lumières, les transparences, la résolution des textures et des effets graphiques avancés sont appréciés. Après essayé la démo, l'Official Nintendo Magazine craint cependant que le jeu ne soit trop simple.
Le niveau présenté, nommé Star World, n’apparaît pas dans le jeu final, bien que le modèle 3D du niveau soit présent dans les fichiers du jeu. L'objectif y est d'obtenir des étoiles en recommençant le niveau pour les obtenir toutes. Plusieurs boss sont visibles, dont une pieuvre baignant dans un volcan de lave. Pour la battre, il faut renvoyer les noix de coco qu'elle envoie en faisant une attaque tournoyante, ce qui permet d'introduire cette fonction utilisant la Wiimote.
Pour promouvoir le jeu à sa sortie, Nintendo fait appel à des personnalités liées à l'astronomie tel que Buzz Aldrin, le deuxième homme à avoir marché sur la lune.

### Critiques
Super Mario Galaxy est l'un des jeux les plus appréciés et acclamés par la critique dans les années ayant suivi sa sortie, beaucoup de joueurs suggérant que Nintendo est ici au sommet de son art en termes de plates-formes 3D et qu'il pourrait s'agir d'un des meilleurs jeux de tous les temps,. Le fait de pouvoir se déplacer dans tous les sens, sur 360° et la tête en bas, et ce de façon toujours intuitive, est tout particulièrement apprécié,. Bien qu'avant la sortie des joueurs craignent que le concept inédit de galaxies et de planètes ne dénature l'esprit des jeux Mario, Super Mario Galaxy reçoit en effet à sa sortie d'excellentes critiques dans la presse spécialisée, et est acclamé encore aujourd'hui par la presse spécialisée et par les développeurs. Matt Fox écrit dans The Video Games Guide, publié en 2013, que le jeu déborde d'innovations, de verve et d'originalité, et que sa bande son constitue l'une des meilleures de tous les temps. Pour lui, Super Mario Galaxy fait de la Wii une console essentielle.
Pour les journalistes, le principal atout du jeu est la très grande diversité de situations proposées. Le concept du jeu, une succession de petites scènes basées sur la gravité, permet un renouvellement constant grâce à l'ajout d'une idée particulière pour chaque planète. Gamekult fait remarquer que cette structure ne permet plus de proposer de phases d'explorations comme dans les deux précédents épisodes et se traduit par une aventure plus linéaire, mais cela permet de dynamiser l'action et de disposer ainsi d'un rythme plus soutenu. La palette de mouvements est riche et intègre les spécificités des contrôleurs de la Wii, tout en étant très réactive et dotée d'une excellente maniabilité,,.
Les graphismes sont également évalués positivement. Plusieurs critiques affirment qu'il s'agit du jeu techniquement le plus avancé sur Wii à cette date, bien qu'ils remarquent que ce niveau est très en deçà des consoles de salon concurrentes. Le Nintendo Official Magazine s'étonne qu'aucun développeur n'ait, avant Super Mario Galaxy, fait l'effort de repousser les limites de la console de la sorte, et fait remarquer que le jeu prouve que la console n'est pas une simple GameCube améliorée. L'aspect artistique, malgré un univers parfois un peu loufoque, garde un certain charme grâce à une bonne diversité des couleurs. Les journalistes s'accordent généralement pour dire que la bande son est de très bonne qualité, meilleure que les précédents épisodes en 3D, même si l'environnement sonore est toujours simpliste et enfantin. Pour l’Official Nintendo Magazine, les morceaux collent admirablement avec l'environnement et aident à transmettre la sensation de se retrouver dans un endroit inconnu. IGN s'étonne cependant de l'absence de doublages,,,.
Malgré de nombreux niveaux sphériques très petits, la visibilité est presque toujours excellente et la caméra correctement gérée. L'absence de contrôle de celle-ci pose toutefois quelques rares problèmes, notamment dans les phases de vol où elles sont jugées médiocres par GameSpot et Gamekult. Plusieurs journalistes estiment la difficulté du titre un peu trop faible dans sa première partie. GameSpot considère que les boss sont trop simples à battre, bien que dans un second temps les objectifs annexes proposent un véritable défi même pour les joueurs confirmés, et l’Official Nintendo Magazine note que le jeu est inégal dans sa difficulté, avec certains passages très faciles et d'autres capables de mettre réellement au défi les joueurs expérimentés. Il considère qu'il est de façon générale plus difficile que Super Mario 64 mais moins que ne le sont certains niveaux à la fin de Super Mario Sunshine. Le scénario est quant à lui toujours très faible et convenu, et le mode deux joueurs considéré comme sympathique mais limité,.
Dans leurs conclusions, de nombreux tests indiquent que Super Mario Galaxy constitue le jeu de plates-formes 3D à son plus haut niveau et attribuent souvent un label de « Sélection de la rédaction » ou « Jeu de l'année »,,. Edge note que le jeu, en plus d'être excellent, exploite et met en scène la nostalgie chez les joueurs d'une façon remarquable, et fait en sorte que même dans les nouveautés les fans reconnaissent la pâte de la série.
Dans un entretien avec un journaliste du magazine Edge, le réalisateur Yoshiaki Koizumi se dit heureux que les critiques soient unanimes, ce qui n'a pas toujours été le cas dans les jeux précédents, qui ont parfois suscité des déceptions. Il est surpris que le jeu soit si bien accueilli au Japon en particulier, où les joueurs ont un peu plus tendance qu'aux États-Unis ou en Europe à être déroutés ou désorientés dans les jeux en 3D, et est par conséquent fier d'avoir pu créer un jeu qui plaît à tous les joueurs, peu importe la région dans laquelle ils jouent.

### Ventes
À l'instar des deux précédents épisodes en trois dimensions de Super Mario,,, Super Mario Galaxy est un grand succès commercial, malgré un départ décevant aux États-Unis. Deux mois à peine après sa sortie, on estime à 5 millions le nombre d'exemplaires déjà écoulés. Au total, c'est 12,80 millions d'exemplaires qui trouvent preneurs dans le monde en septembre 2020,. Super Mario Galaxy bat le score de ventes du premier épisode de la saga en 3D, Super Mario 64, sorti en 1996 sur Nintendo 64, qui totalise 11,89 millions d'unités vendus dans le monde. De plus, il fait mieux que son grand frère, Super Mario Sunshine, sorti en 2002 sur GameCube, vendu à un peu plus de 6 millions d'exemplaires.
Dès les premiers jours de sa sortie au Japon, le jeu prend la première place du classement des ventes et s'écoule à plus de 256 000 exemplaires en une semaine. La troisième semaine, il s'en vend encore 114 000. Au bout de deux mois, plus de 740 000 jeux sont vendus et le 19 février 2010, il atteint officiellement le million d'exemplaires vendus dans le pays.
Aux États-Unis, alors que les deux premières semaines de commercialisation voient le jeu se vendre à 500 000 exemplaires, l'analyste Michael Comeau estime que les ventes ne sont pas à la hauteur et que ce serait une « énorme déception » si moins de 3 millions de jeux trouvaient preneurs avant la fin de l'année. Finalement, on estime à 2 520 000 le nombre d'exemplaires écoulés dans cette période. En Europe, il se vend 1,3 million d'exemplaires avant la fin du mois de janvier 2008.

### Récompenses
Le titre de « Jeu de l'année » est décerné à Super Mario Galaxy par IGN, GameSpot, Jeuxvideo.com, Nintendo Power, Kotaku et Yahoo! Games.
Super Mario Galaxy remporte en 2008 un Interactive Achievement Award dans la catégorie Jeu d’aventure et obtient le prix du « Meilleur jeu d'aventure de l'année » de l'Academy of Interactive Arts and Sciences. Le jeu se place troisième du « top 100 des meilleurs jeux Nintendo de tous les temps » de l'Official Nintendo Magazine. Il reçoit également en mars 2009 le prix du jeu de l'année aux British Academy Video Games Awards, devançant notamment Call of Duty 4: Modern Warfare. La même année, IGN le place premier de son classement des meilleurs jeu sur Wii et il reçoit le titre de « jeu de la génération » par Eurogamer et IGN,.
Le Livre Guinness des records place le jeu en 29e position de son classement des 50 meilleurs jeux de tous les temps sur console, sur les bases de l'impact initial du jeu et de son influence exercé par la suite. La bande sonore finale est primée à plusieurs reprises, notamment comme « Best Design in audio » par le magazine britannique Edge.

### Polémiques
Quelques semaines avant la sortie du jeu, des internautes découvrent un message sur le logo de la pochette du jeu, ce que relaie plusieurs sites. De petites étoiles scintillantes mettent en exergue lettres U, R, M, R, G, A et Y, soit « UR MR GAY », abréviation de « You are mister Gay » (littéralement, « Vous êtes monsieur Gay »). Ceci a alimenté les forums internet pendant plusieurs semaines. En revanche, le logo de Super Mario Galaxy 2 est, lors du trailer dévoilé au Nintendo Gamers Summit, modifié afin d'éviter de recréer une polémique,. Cependant, les étoiles scintillantes sont également présentes sur la pochette du second opus et forment les lettres U, R, M, A, I, A et Y qui, remises dans un ordre particulier, forment « YA I A M R U », soit « Yeah I am, are you? » (« Oui, je le suis, et toi ? »).
La version québécoise du jeu fait également l'objet d'une polémique. La traduction en français québécois est en effet jugée « lamentable » car très familière par la presse canadienne. Ceci est dû au fait que le jeu est traduit en joual, un parler québécois assez répandu dans la province, mais qui n'est pas considéré acceptable à l'écrit. Nintendo of Canada indique que le jeu a été traduit à Seattle puis approuvé par Nintendo of America. Selon Farjad Iravani, directeur marketing de Nintendo of Canada, la traduction aurait été faite dans un souci de « localiser le jeu pour le marché ».

## Postérité

### Crédibilité physique des planètes
Plusieurs personnes ont publié dans des forums ou des blogs des tentatives d'évaluer la possibilité qu'existent de telles planètes en appliquant les lois de la physique à chacune d'entre-elles.
Jeremy Alessi de Gamasutra souligne que, bien que ce ne soit évidemment pas l'objectif, le rendu de la gravité n'est dans la plupart des cas pas conforme à la réalité. En effet, la force gravitationnelle exercée par une masse sur un objet est proportionnelle à la distance qui les séparent, or ce n'est pas le cas dans le jeu. De plus, le corps céleste, si sa force gravitationnelle est à même de retenir une personne au sol, devrait être de forme sphérique. Ce n'est pas toujours le cas dans Super Mario Galaxy où la gravité est répartie de la même façon quelle que soit la forme du corps céleste. Sur certaines de ces planètes, la gravité serait extrêmement difficile à calculer.
En octobre 2014, des étudiants de département de physique et d'astronomie de l'université de Leicester publient une étude intitulée It's a-me, Density! (en référence à l'expression récurrente de Mario) dans laquelle ils soulignent le caractère impossible des minuscules planètes sur lequel le joueur est amené à se déplacer. En effet, celles-ci exploseraient probablement, en raison de l'important déséquilibre entre la pression gravitationnelle et la pression de dégénérescence. Une telle planète existerait quelques instants seulement avant de s'autodétruire violemment.

### Place dans la série
Les principaux mouvements de Mario (triple saut, saut en longueur, saut mural, saut périlleux arrière, « attaque rodéo » ou encore « charge au sol ») sont repris de Super Mario 64,,. Pour l'Official Nintendo Magazine cependant, c'est avec Super Mario Bros. 3 que cet opus garde le plus de points communs ; que ce soit les références explicites comme le moyen de locomotion de Bowser au début du jeu, les musiques ou encore les costumes, le troisième épisode de la série Super Mario Bros. est le plus proche, aussi étrange que cela puisse paraître.
Le magazine spécialisé GamesTM, qui voyait Super Mario 64 comme un horizon indépassable, considère que les équipes de Nintendo ont réussi là où ils ont échoué avec Super Mario Sunshine. Ils sont parvenus à aller plus loin et à dépasser la référence du jeu de plates-formes,. Le journaliste note que les mondes de Super Mario Galaxy sont de façon générale plus petits que ceux présents dans Super Mario 64, bien qu'ils contiennent parfois des zones cachées à explorer. Ils forment plutôt des niveaux qui préfère l'action très intense à l'exploration et dont la durée est de 3 à 5 minutes, à la manière des Super Mario en 2D.
Damien Mecheri, auteur de Video Game Music: Histoire de la musique de jeu vidéo, estime que la qualité des musiques de la série est en baisse, mais que ce n'est pas le cas de celles de Super Mario Galaxy qui sont plus inspirées et mémorables. Selon lui, celles-ci font preuve d'un véritable travail d'écriture et d'un investissement important de la part des compositeurs, contrairement à celles de titres comme New Super Mario Bros. ou Super Mario 3D Land qui « ne reflètent réellement qu'une attitude paresseuse ».

### Exploitation de la licence
Le producteur Shigeru Miyamoto déclare quelque temps après la sortie du jeu : 

« Même si personnellement je trouve que Mario Galaxy a été capable d’apporter des éléments vraiment innovants, complètement uniques, dans le même temps, certains éléments sont restés très conservateurs dans la manière dont nous les avons mêlés au design. […] Quand nous publierons les suites à la franchise Zelda et peut-être le nouveau Super Mario Galaxy, j’espère vraiment que ces titres auront l’air plus nouveau, plus frais que les précédentes versions. »

— Shigeru Miyamoto
Interviewé dans le 1 000 e numéro du magazine japonais de jeu vidéo Famitsu, Miyamoto indique être intéressé par le développement d'une suite directe, avec le même gameplay et le même système de planètes. Au salon de l'E3 2009 à Los Angeles, Nintendo annonce un deuxième épisode, Super Mario Galaxy 2, sorti le 11 juin 2010 en Europe. La majorité des niveaux du jeu sont inédits mais environ 10 % sont repris du premier volet. Parmi les nouveautés, on peut constater l'apparition de costumes, ainsi que du personnage Yoshi, qu'il est possible de chevaucher de même que dans le jeu Super Mario World (1990, Super Nintendo). Sceptiques au moment de l'annonce, les critiques s'accordent à dire une fois le jeu en main qu'il est, malgré quelques redites, au moins aussi bon que son aîné, avec en prime une difficulté et une durée de vie revues à la hausse.
Après la sortie du remake en haute définition de The Legend of Zelda: The Wind Waker en 2013, Miyamoto annonce que des remakes similaires de Super Mario Sunshine ou Super Mario Galaxy ne sont pas exclus.
Le 6 septembre 2011, Super Mario Galaxy est réédité à un prix réduit dans la gamme Nintendo Selects, un label marketing destiné à promouvoir les jeux les mieux vendus et relancer leurs ventes. Le 31 mai 2015 sort au Japon le jeu original en téléchargement sur la console virtuelle de la Wii U, où il est proposé avec une réduction de 30 % (1 890 yens au lieu de 2 700) jusqu'au 14 juin suivant. Il sort également aux États-Unis le 24 décembre 2015 et en France le 4 février 2016 pour 19,99 €.
Le 3 septembre 2020, Super Mario Galaxy a été annoncé comme faisant partie d'une compilation de trois jeux de la série principale Super Mario en 3D, Super Mario 3D All-Stars, sur Nintendo Switch à l'occasion du trente-cinquième anniversaire de la franchise.